# Вихриев, Борис Сергеевич
Борис Сергеевич Вихриев (1927—1998) — советский учёный-медик и педагог, хирург, специалист в области термических поражений, организатор здравоохранения и медицинской науки, доктор медицинских наук (1970), профессор (1972), полковник медицинской службы (1970). Лауреат Государственной премии СССР (1984).

## Биография
Родился 18 октября 1927 года в Свердловске.
С 1943 по 1948 год проходил обучение в Свердловском государственном медицинском институте, после окончания этого института с 1948 по 1950 год работал ординатором-хирургом.
С 1950 по 1975 года на научно-педагогической работе на кафедре госпитальной хирургии Военно-медицинской академии имени С. М. Кирова в должностях: адъюнкт, преподаватель, старший преподаватель, с 1972 года — профессор, с 1975 по 1988 год — заведующий кафедрой термических поражений этой академии, где занимался развитием получения пластика лоскутами с осевым кровоснабжением, разработкой проблемы холодовой травмы, лечения ожогов четвёртой степени, экстракорпоральной детоксикации, патогенеза ожоговой болезни и реабилитации.

### Достижения в области ожоговой хирургии
Основная научно-педагогическая деятельность Б. С. Вихриев была связана с проблемой термических поражений, изучения патологии и совершенствования методов лечения пострадавших от ожогов и отморожений. Под руководством Б. С. Вихриева получило развитие новое направление хирургического лечения глубоких ожогов и их последствий в том числе с использованием микрохирургической техники, занимался исследованием патогенеза и работал в этом направлении в  клинике ожоговой болезни, занимался совершенствованием методов лечения ожогов.
В 1955 году Б. С. Вихриев защитил кандидатскую диссертацию на соискание учёной степени кандидат медицинских наук по теме: «Хирургическое лечение ожогов
третьей степени», в 1970 году — доктор медицинских наук по теме: «Клиника и оперативное лечение хронических и осложненных абсцессов легких». В 1972 году ВАК СССР Б. С. Вихриеву было присвоено учёное звание профессора. В 1984 году «за научную разработку проблемы термических поражений»  Б. С. Вихриеву была присвоена Государственная премия СССР. Б. С. Вихриев был автором более ста девяносто научных трудов в том числе монографий, «Оперативное лечение глубоких термических ожогов» (1962), «Ожоги» (1981 и 1986),  учебника  «Термические поражения» и «Хирургические заболевания органов брюшной полости у обожженных» (1985), им было подготовлено девять докторов и кандидатов наук.
Скончался 21 августа 1998 года в Санкт-Петербурге.

## Награды
- Государственная премия СССР (1984)[1][4]